# Chris Martin
Pour les articles homonymes, voir Chris Martin (homonymie) et Martin.
Chris Martin, né le 2 mars 1977 à Exeter dans le Devon (Angleterre), est un auteur-compositeur-interprète, producteur et musicien britannique.
Il est le leader du groupe Coldplay, qu'il forme à Londres en 1997, avec Jonny Buckland (guitare), Guy Berryman (basse) et Will Champion (batterie) ainsi que leur manager Phil Harvey.

## Biographie

### Jeunesse et scolarité
Christopher Anthony John Martin naît le 2 mars 1977 à Exeter, une ville du comté du Devon, située au nord-ouest de Plymouth. Il est l'aîné des cinq enfants d'Anthony John Martin, comptable et magistrat et d'Alison Martin, professeure de musique originaire du Zimbabwe, pays que Chris visite plusieurs fois dans son enfance.
Chris Martin suit une scolarité à l'école pré-préparatoire Hylton School,, puis à l'école préparatoire Exeter Cathedral School (en). Il y ressent un déclic pour la musique lors d'un cours pendant lequel un professeur invite les élèves à expérimenter des claviers. À l'âge de 13 ans, il intègre en internat l'école secondaire privée Sherborne School dans le Dorset où il rencontre Phil Harvey, futur manager de Coldplay. Dans cette école, il est président d'un fan-club de Sting et participe à des groupes de musique pop, « Identity Crisis », « Floating Insomnia » puis « The Rocking Honkies » avec Phil Harvey.
Chris Martin poursuit ses études à l'University College de Londres où il étudie l'antiquité, obtenant des First Class Honours en grec et en latin, tandis qu'il réside à Ramsay Hall (en). À l'université, Chris Martin rencontre les futurs membres de Coldplay Jon Buckland, Guy Berryman et Will Champion.

### Carrière artistique
Chris Martin fait diverses collaborations, notamment avec Ron Sexsmith sur la chanson Gold in Them Hills, Jamelia (See it in a Boy's Eyes), Faultline, The Streets, Ian McCulloch, Nelly Furtado (All Good Things), Natalie Imbruglia (Want), Kanye West (Homecoming) et Stromae (Arabesque).
Ses principales influences musicales sont Bob Dylan, R.E.M., Bruce Springsteen, Tom Waits, Jeff Buckley, Neil Young, Flaming Lips, A-ha, U2, The Rolling Stones, Take That, Oasis, Radiohead, The Smashing Pumpkins, Depeche Mode, The Verve, The Beatles, Michael Jackson, etc.

### Engagements et activités caritatives

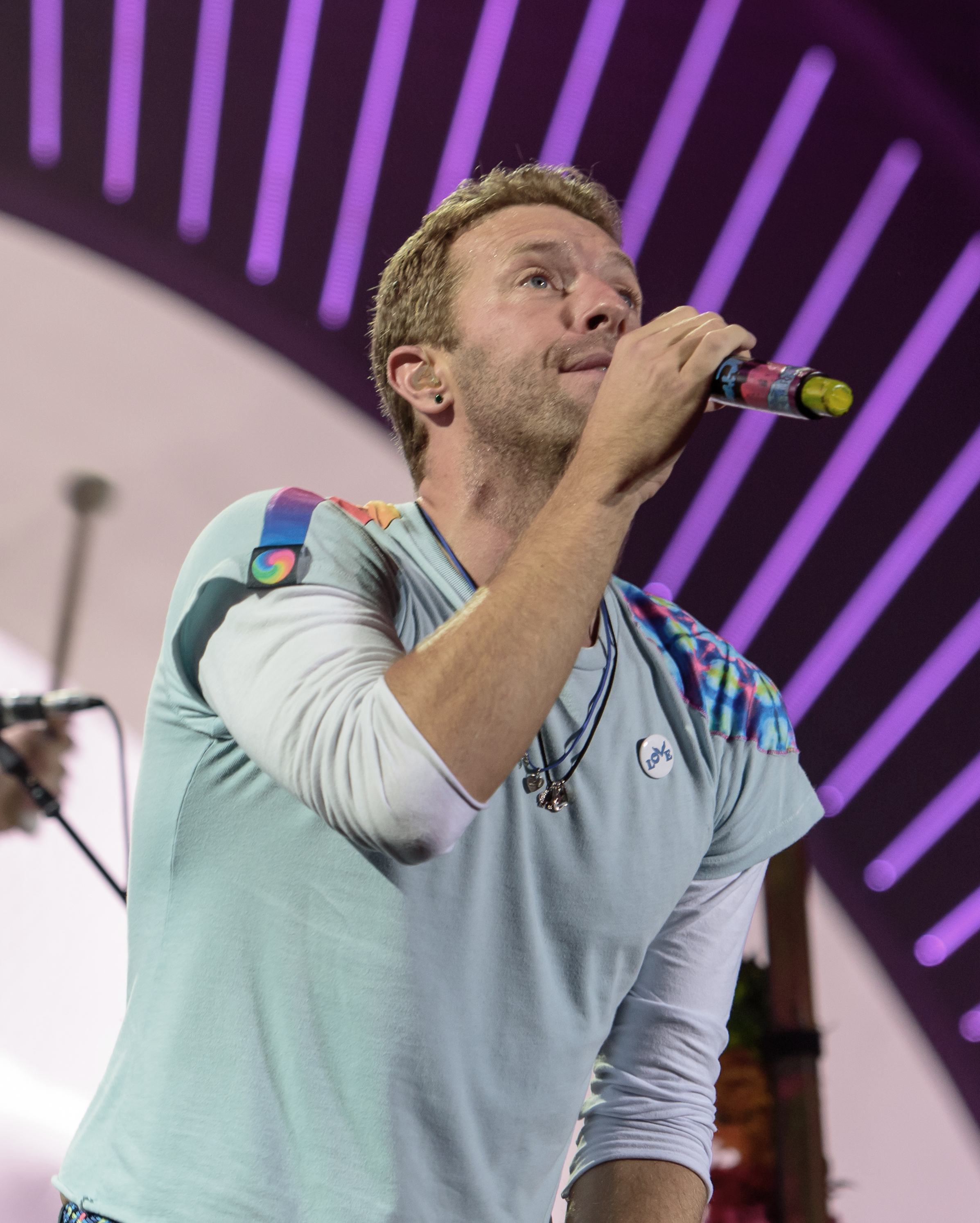
Chris Martin au Global Citizen Festival de Hambourg en 2017.

Chris Martin est engagé dans de nombreuses causes humanitaires, montrant son soutien à de nombreuses associations, avec ou sans Coldplay.
- La campagne Make Trade Fair de Oxfam International, qui a pour objectif de sensibiliser les consommateurs sur l'inégalité du commerce Nord-Sud et sur les conditions de travail des producteurs. Dans ce cadre, il est allé au Ghana rencontrer les victimes du commerce non-équitable, et a également porté le T-Shirt de la campagne lors de toutes ses apparitions publiques. Durant plusieurs années, il dessinait régulièrement le logo de la campagne au dos de sa main pour des concerts ou des apparitions publiques.
- Les organisations non gouvernementales Amnesty International et Greenpeace.
- Depuis son enfance, il a pris l'habitude de donner 10 % de ses revenus à des associations[15].
- Lors de certains concerts, le public pouvait se procurer des bracelets fabriqués sous le schéma du commerce équitable, et il est fréquent que des tracts soient distribués et que des pétitions fassent le tour du public. Chris Martin a déjà vendu ses vêtements aux enchères pour la bonne cause, et continue de le faire : en décembre 2009, Coldplay, et lui, vendent leurs biens aux enchères pour une association de protection de l'enfance. En 2010, il vend également une de ses vestes de tournée pour soutenir les victimes du tremblement de terre haïtien.
- En 2012, Martin annonce souffrir d'acouphènes depuis le début de sa carrière musicale. Il participe à une campagne de prévention du Royal National Institute for Deaf People[16].
- Le 12 décembre 2012, Chris Martin a participé au 121212 concert, en aide aux victimes de l'ouragan Sandy. À cette occasion il a interprété Viva la Vida et Us Against the World, ainsi que Losing My Religion, aux côtés de l'ancien chanteur du groupe R.E.M., Michael Stipe.
- À partir de 2014, il porte quasiment en permanence un badge du Love Button Global Movement, une association américaine philanthropique. Le logo de l'association fut également mis à l'honneur par Coldplay à la fin de la prestation du groupe lors du Super Bowl 50 en 2016[17]. Lors du A Head Full of Dreams Tour de 2016 et 2017, chaque membre du public reçut un badge de l'association lors de l'entrée aux concerts.
- En 2015, le Global Citizen Festival annonce que Chris Martin fera partie de l'organisation des festivals jusqu'en 2030, en invitant différents artistes à y participer[18].
- Le 4 juin 2017, le chanteur participe à un concert organisé par la chanteuse américaine Ariana Grande, à la suite de l'attentat de la Manchester Arena survenu à la fin d'un concert de cette dernière, le 22 mai 2017 à Manchester.
- En 2019, dans un souci de préservation de l'environnement, Coldplay annonce l'annulation de la tournée mondiale prévue pour l'album Everyday Life, et souhaite prendre un an ou deux pour trouver une solution pour réduire l’impact écologique de ses tournées avant de repartir sur les routes et dans les airs[19].
- En août 2022, lors d'un concert de Coldplay à Bruxelles, il invite Sviatoslav Vakarchuk du groupe Okean Elzy et interprètent Обійми en guise de soutien au peuple Ukrainien.

Le 23 décembre 2021, Chris annonce que le groupe Coldplay sortira son album final en 2025, mais promet aux fans qu'ils continueront de performer pour eux.

### Vie privée
Le 5 décembre 2003, Chris Martin épouse l'actrice et chanteuse américaine Gwyneth Paltrow, rencontrée lors d'un concert de Coldplay. Ils ont une fille, Apple Blythe Alison Martin, née le 14 mai 2004 et un fils, Moses Anthony Martin, né le 8 avril 2006.
En 2005, il est élu le « végétarien le plus sexy » par PETA.
Les chansons de Chris Martin contiennent souvent des références religieuses et il a affirmé « Je crois vraiment en Dieu. Comment peut-on regarder quoi que ce soit sans être ébloui par sa nature miraculeuse ? ». Quelques années plus tard, il précise : « Pour moi, Dieu est tout et tout le monde, c'est l'amour, c'est le miracle dans chaque cellule de toute chose. »
Le 25 mars 2014, Gwyneth Paltrow annonce que le couple se sépare d'un commun accord.
En 2016, lors du référendum qui a lieu le 23 juin 2016 sur l'appartenance du Royaume-Uni à l'Union européenne, il prend parti contre le « Brexit ».
En 2017, il est en couple avec l’actrice américaine Dakota Johnson,. Ils se séparent en juin 2025, après huit ans de vie commune.

## Discographie

### Avec Coldplay

#### Albums
- 2000 : Parachutes
- 2002 : A Rush Of Blood To The Head
- 2005 : X&Y
- 2008 : Viva La Vida Or Death And All His Friends
- 2011 : Mylo Xyloto
- 2014 : Ghost Stories
- 2015 : A Head Full Of Dreams
- 2019 : Everyday Life
- 2021 : Music Of The Spheres
- 2024 : Moon Music

### Collaborations en tant qu'artiste solo
| Année | Titre                                               | Artiste                       | Album                                  | Rôle                                | Ref.   |
| ----- | --------------------------------------------------- | ----------------------------- | -------------------------------------- | ----------------------------------- | ------ |
| 2001  | What's Going On                                     | Artists Against AIDS / Bono   | -                                      | ?                                   | ?      |
| 2002  | Where Is My Boy?                                    | Faultline                     | Your Love Means Everything             | Co-auteur, artiste invité           | [ 33 ] |
| 2002  | Your Love Means Everything Part 2                   | Faultline                     | Your Love Means Everything             | Co-auteur, artiste invité           | [ 33 ] |
| 2002  | Gold in Them Hills                                  | Ron Sexsmith                  | Cobblestone Runway                     | Piano                               | [ 34 ] |
| 2003  | Sliding                                             | Ian McCulloch (en)            | Slideling                              | Chœurs                              | [ 35 ] |
| 2003  | Arthur                                              | Ian McCulloch (en)            | Slideling                              | Piano, choeurs                      | [ 35 ] |
| 2003  | See It in a Boy's Eyes                              | Jamelia                       | Thank You                              | Co-auteur, piano, choeurs           | [ 36 ] |
| 2004  | Everybody's Happy Nowadays                          | Ash                           | Orpheus                                | Chœurs                              | [ 37 ] |
| 2004  | Do They Know It's Christmas?                        | Band Aid 20 (en)              | —                                      | Artiste invité                      | [ 38 ] |
| 2006  | All Good Things (Come to an End)                    | Nelly Furtado                 | Loose                                  | Co-auteur                           | [ 39 ] |
| 2006  | In the Sun                                          | Michael Stipe                 | In the Sun (Gulf Coast Relief)         | Artiste invité                      | [ 40 ] |
| 2006  | Beach Chair                                         | Jay-Z                         | Kingdom Come                           | Producteur, artiste invité          | [ 41 ] |
| 2007  | Homecoming                                          | Kanye West                    | Graduation                             | Co-auteur, artiste invité           | [ 42 ] |
| 2007  | Part Of The Plan                                    | Swizz Beatz                   | One Man Band Man                       | ?                                   | ?      |
| 2009  | Want                                                | Natalie Imbruglia             | Come to Life                           | Co-auteur, claviers                 | [ 43 ] |
| 2009  | Dove of Peace                                       | Brüno Gehard                  | Brüno                                  | Artiste invité                      | [ 44 ] |
| 2010  | Most Kingz                                          | Jay-Z                         | —                                      | Artiste invité                      | [ 45 ] |
| 2010  | Me and Tennessee                                    | Gwyneth Paltrow et Tim McGraw | Country Strong                         | Auteur                              | [ 46 ] |
| 2012  | I Don't Want You to Die                             | The Flaming Lips              | The Flaming Lips and Heady Fwends      | Artiste invité                      | [ 47 ] |
| 2012  | Viva la Vida (en concert)                           | Divers                        | 12-12-12: The Concert for Sandy Relief | Artiste invité                      | [ 48 ] |
| 2012  | Losing My Religion (en concert)(avec Michael Stipe) | Divers                        | 12-12-12: The Concert for Sandy Relief | Artiste invité                      | [ 48 ] |
| 2012  | Us Against the World (en concert)                   | Divers                        | 12-12-12: The Concert for Sandy Relief | Artiste invité                      | [ 48 ] |
| 2014  | Do They Know It's Christmas?                        | Band Aid 30 (en)              | —                                      | Artiste invité                      | [ 49 ] |
| 2015  | True Believer                                       | Avicii                        | Stories                                | Co-auteur, piano, choeurs           | [ 50 ] |
| 2015  | Every Day's Like Christmas                          | Kylie Minogue                 | Kylie Christmas                        | Co-auteur, choeurs                  | [ 51 ] |
| 2016  | Electricity                                         | David Brent (en)              | Life on the Road                       | Artiste invité                      | [ 52 ] |
| 2017  | Homesick                                            | Dua Lipa                      | Dua Lipa                               | Co-auteur, piano, choeurs           | [ 53 ] |
| 2018  | Keep Talking                                        | Rita Ora                      | Phoenix                                | Non connu                           | [ 55 ] |
| 2019  | Someone That Loves You '19                          | Izzy Bizu                     | Glita                                  | Artiste invité                      | [ 56 ] |
| 2019  | Heaven                                              | Avicii                        | Tim                                    | Co-auteur, claviers, artiste invité | [ 57 ] |
| 2019  | Stratosphere                                        | Beck                          | Hyperspace                             | Chœurs                              | [ 58 ] |
| 2020  | Sondela Forever                                     | Muzi                          | —                                      | Co-auteur, producteur               | [ 59 ] |
| 2020  | Times Like These                                    | Live Lounge Allstars (en)     | —                                      | Piano, artiste invité               | [ 60 ] |
| 2020  | Monsters You Made                                   | Burna Boy                     | Twice as Tall                          | Co-auteurs, artiste invité          | [ 61 ] |
| 2021  | Red Love                                            | Emmanuel Kelly                | Your Story                             | Producteur exécutif                 | [ 62 ] |
| 2021  | Love Is a Mighty River                              | Merry Clayton                 | Beautiful Scars                        | Co-auteur                           | [ 63 ] |
| 2022  | Across the Oceans                                   | Mamak Khadem                  | Remembrance                            | Piano, artiste invité               | [ 64 ] |
| 2022  | Riptide                                             | The Chainsmokers              | So Far So Good                         | Co-auteur                           | [ 65 ] |

## Apparitions

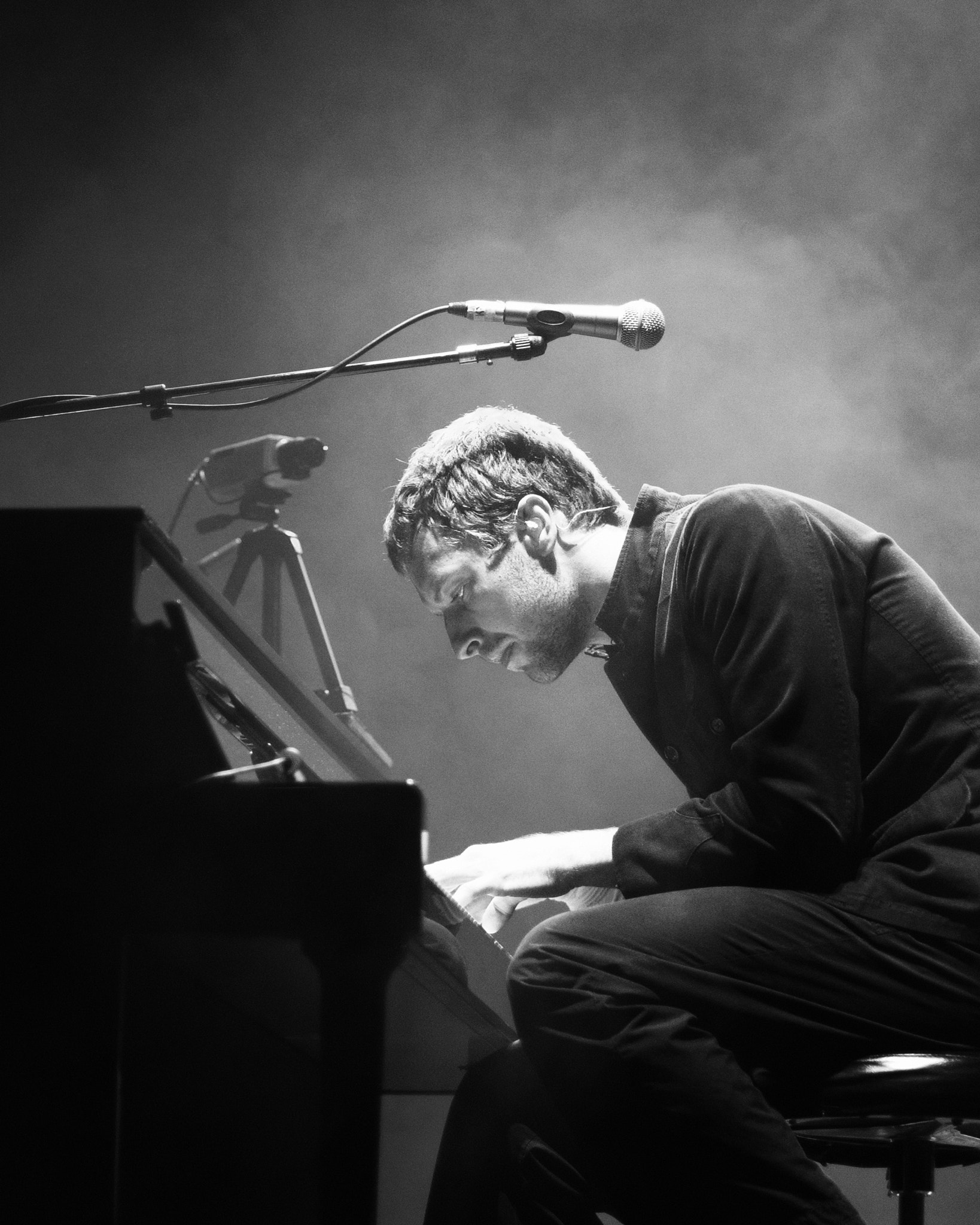
Chris Martin au piano en 2002.

En 2004, Chris Martin fait un caméo dans le film Shaun of the Dead d'Edgar Wright dans le rôle d'un zombie.
Le 1er février 2016, il est reçu par James Corden dans son émission Late Late Show Starring James Corden où il fait semblant d'être pris en stop par James Corden et chante avec lui en voiture à l'occasion de sa participation au Super Bowl 50.
Le 28 novembre 2017, il participe à l’émission Jimmy Kimmel Live!, en chantant et jouant du piano sur One for My Baby du chanteur et acteur Frank Sinatra, en s’unissant contre le SIDA (syndrome d'immunodéficience acquise) afin de récolter des fonds contre cette maladie.
En 2017, il joue son propre rôle dans l’épisode 8 de la saison 9 de la série de télévision américaine Modern Family.